# Weißohr-Zaunkönig
Der Weißohr-Zaunkönig (Cantorchilus leucotis) ist eine Vogelart aus der Familie der Zaunkönige (Troglodytidae), die in Panama, Kolumbien, Venezuela, Guyana, Suriname, Französisch-Guayana, Brasilien, Ecuador, Peru, Bolivien und Paraguay verbreitet ist. Der Bestand wird von der IUCN als nicht gefährdet (Least Concern) eingeschätzt.

## Merkmale
Der Weißohr-Zaunkönig erreicht eine Körperlänge von etwa 14,0 bis 14,5 cm bei einem durchschnittlichen Gewicht der Männchen von 21,0 g und der Weibchen von 18,0 g. Die Zügel sind gräulich, der Überaugenstreif weiß, der Augenstreif braun und die Ohrdecken graubraun und weiß gesprenkelt. Der Oberkopf und die Oberseite sind gleich bleibend graubraun, eine Färbung, die am Bürzel und den Oberschwanzdecken ins Orangebraun übergeht. Die Oberflügeldecken sind gräulich braun mit engen schwärzlichen Streifen. Die Handschwingen und die Armschwingen haben auffällige gelbbraun bis braune Streifen. Die matt rötlich braunen Steuerfedern sind von schwärzlichen Binden durchzogen. Das Kinn und die Kehle sind schmutzig weiß, die Brust gelbbraun, der Bauch zimtfarben, was an den Hinterflanken und dem Steiß in ein kräftigeres Zimtfarben bis Gelbbraun übergeht. Die Augen sind dunkelbraun, der Oberschnabel schwarz, der Unterschnabel weißlich bis bläulich fleischfarben und die Beine grau bzw. bleiblau. Beide Geschlechter ähneln sich. Jungtiere haben eine weniger auffällige Gesichtsmarkierung als erwachsene Vögel. Vom Cabaniszaunkönig (Cantorchilus modestus) unterscheidet er sich durch die deutlicheren Flügelstreifen und die kräftigere gelbbraune Färbung der Unterseite.

## Verhalten und Ernährung
Der Weißohr-Zaunkönig ernährt sich überwiegend von Wirbellosen. Im Mageninhalt von Bälgen aus Suriname wurden Käfer, Hautflügler, Schnabelkerfen, Schmetterlinge und Zweiflügler entdeckt. In Panama fand man Raupen, Webspinnen und Pseudoskorpione. Meist ist er bei der Futtersuche in Paaren oder Familiengruppen unterwegs. Sein Futter sucht er üblicherweise in den Straten in 0,2 bis 5 Meter über dem Boden, gelegentlich höher, sehr selten am Boden. Oft untersucht er die Schlingpflanzen unter den Baumkronen nach Futter.

## Lautäußerungen
Der Gesang des Weißohr-Zaunkönigs ist eine komplexe antiphonische Produktion beider Geschlechter. Es besteht aus einer plötzlichen Serie scharfer Töne, die mit kurzen klaren Pfiffen gemischt werden. Diese folgen einem Leitgedanken, der regelmäßig wiederholt wird, und aus ca. zwölf und mehr Lauten besteht. Junge Männchen singen antiphonische Lieder mit der Mutter, die jungen Weibchen mit dem Vater. Seine Laute beinhalten schnelle tschit-tscho-tscho-Töne.

## Fortpflanzung
Die Brutsaison des Weißohr-Zaunkönigs ist langwierig. In Suriname dauert sie von Januar bis September, in Venezuela von Januar bis zumindest in den Juni. Aus Panama wurde berichtet, dass die Pärchen bei der Bebrütung kooperieren. Ein kleiner Anteil der Jungtiere verblieben im Territorium der Eltern und zumindest eines half bei der Aufzucht der Nestlinge. Das Nest wird von beiden Geschlechtern gebaut, hat eine kugelförmige Struktur aus abgestorbenen Blättern, Gras etc. und einen kurzen Eingangstunnel der zur Brutkammer führt. Es wird in einem Meter oder mehr über dem Boden platziert, regelmäßig unter einer Palme. Er baut gleichzeitig mehrere Nester. Ein Gelege besteht aus zwei bis drei weißen Eiern mit kleinen braunen Flecken. Ungewöhnlich für einen tropischen Zaunkönig brüten beide Eltern. Die flüggen Nestlinge verbleiben einige Zeit bei den Eltern und erlernen während dieser Zeit das Singen. Regelmäßig nutzt der Streifenkuckuck (Tapera naevia) sein Nest als Brutparasit.

## Verbreitung und Lebensraum
Der Weißohr-Zaunkönig bevorzugt Sekundärvegetation sowie Busch- und Waldränder. Regelmäßig sieht man ihn in der Nähe von Wasser. Im Norden Venezuela ist er oft in Galeriewäldern zu finden, im südlichen Amazonasgebiet in Várzea-Landschaften. In Delta Amacuro ist er häufig in gemischtem Habitat mit Mangroven und Manicaria anzutreffen. Er bewegt sich in Venezuela in Höhenlagen von Meeresspiegel bis 950 Metern, in Ecuador bis 300 Metern.

## Migration
Es wird vermutet, dass der Weißohr-Zaunkönig ein Standvogel ist.

## Unterarten
Es sind elf Unterarten bekannt.
- Cantorchilus leucotis galbraithii (Lawrence, 1861)[3] kommt im Osten Panamas und dem Nordwesten Kolumbiens vor. Die Subspezies ähnelt C. l. conditus, doch wirkt sie blasser und ist eher kleiner.[1]
- Cantorchilus leucotis conditus (Bangs, 1903)[4] ist auf der Coiba-Insel und den Perleninseln verbreitet. Die Unterart hat ein reineres Gesicht, ist größer und die Farben wirken kräftiger als in der Nominatform.[1]
- Cantorchilus leucotis leucotis (Lafresnaye, 1845)[5] ist am Río Sinú bis in die Sierra Nevada de Santa Marta verbreitet.
- Cantorchilus leucotis collinus (Wetmore, 1946)[6] kommt im nördlichen La Guajira vor. Die Unterart ähnelt C. l. venezuelanus, hat aber eine dunklere Unterseite.[1]
- Cantorchilus leucotis venezuelanus (Cabanis, 1851)[7] kommt im Osten Sierra Nevada de Santa Marta und den Ebenen Guajiras bis in den Nordwesten Venezuelas vor. Die Unterart wirkt weniger rötlich und hat eine blassere Unterseite als die Nominatform.[1]
- Cantorchilus leucotis zuliensis (Hellmayr, 1934)[8] ist im Nordosten Kolumbiens und dem Westen Venezuelas verbreitet. Die Farben der Subspezies wirken intensiver, vor allem auf der Oberseite.[1]
- Cantorchilus leucotis hypoleucus (von Berlepsch & Hartert, E 1901)[9] ist im nördlichen zentralen Venezuela verbreitet. Die Unterart hat eine olivfarbene statt rötliche Tönung auf der Oberseite. Die Unterseite wirkt blasser.[1]
- Cantorchilus leucotis bogotensis (Hellmayr, 1901)[10] kommt im Osten Kolumbiens bis Zentralvenezuela vor. Die Subspezies ähnelt C. l. venezuelanus hat aber eine rötlichere Tönung auf der Oberseite und ist auf der Unterseite dunkler.[1]
- Cantorchilus leucotis albipectus (Cabanis, 1849)[11] ist im Nordosten Venezuelas, den Guyanas und dem Nordosten Brasiliens verbreitet. Die Rottönung der Oberseite der Subspezies ist begrenzt und die Unterseite wirkt bleicher.[1]
- Cantorchilus leucotis peruanus (Hellmayr, 1921)[12] ist im Osten Ecuadors und dem  Süden Kolumbiens bis in den Osten Perus, den Westen Brasiliens und dem Nordwesten Boliviens verbreitet. Die Unterart ähnelt C. l. albipectus, hat aber einen kleineren und kürzeren Schwanz. Die Oberseite wirkt etwas dunkler, die Unterseite matter.[1]
- Cantorchilus leucotis rufiventris (Sclater, PL, 1870)[13] kommt von Zentralbrasilien bis in den Osten Paraguays vor. Die Subspezies ähnelt C. l. albipectus doch ist die Oberseite ockerfarben und der Schnabel länger.[1]

## Etymologie und Forschungsgeschichte
Die Erstbeschreibung des Weißohr-Zaunkönigs erfolgte 1845 durch Frédéric de Lafresnaye unter dem wissenschaftlichen Namen Thryothorus leucotis. Das Typusexemplar stammte aus Kolumbien. 2006 führte Nigel Ian Mann, Frederick Keith Barker, Jefferson Alden Graves, Kimberly Anne Dingess-Mann und Peter James Bramwell Slater die für die Wissenschaft neue Gattung Cantorchilus ein. Dieser Name leitet sich von »cantus« für »Lied« und »orkhilos ορχιλος« für »Zaunkönig« ab. Der Artname »leucotis« ist ein griechisches Wortgebilde aus »leukos λευκος« für »weiß« und »-ōtis, oys, ōtos -ωτις, ους, ωτος« für »-ohrig, Ohr«. »Venezuelanus« bezieht sich auf das Land Venezuela, »zuliensis« auf den venezolanischen Bundesstaat Zulia, »bogotensis« auf Bogotá und »peruanus« auf Peru. »Galbraithii« ehrt den New Yorker Taxidermisten John Renwick Galbraith (ca. 1837–1886), der James McLeannan (ca. 1815–1869) im Jahr 1860 auf einer Sammelreise in Panama begleitete. »Conditus, condere« ist lateinischen Ursprungs und bedeutet »weggesperrt sein, verborgen, wegsperren« und »collinus, collis« »auf einem Hügel lebend, Hügel«. »Hypoleucus« setzt sich aus »hypo ὑπο« für »darunter« und »leukos λευκος« für »weiß« zusammen, »rufiventris« aus »rufus« für »rötlich« und »venter, ventris« für »Bauch«, »albipectus« aus »albus« für »weiß« und »pectus, pectoris« für »Brust«.